# بلدة جيلمور (مقاطعة بينزي)
جيلمور، مقاطعة بينزي (بالإنجليزية: Gilmore Township, Benzie County, Michigan)‏ هي بلدة تقع بولاية ميشيغان في الولايات المتحدة. تبلغ مساحتها 19.4 (كم²)، وترتفع عن سطح البحر 178 م، بلغ عدد سكانها 821 نسمة في عام تعداد الولايات المتحدة 2010 حسب إحصاء مكتب تعداد الولايات المتحدة وتصل الكثافة السكانية فيها 44.4 نسمة/كم2.

## وصلات خارجية
- The US50 - Cities and Towns in Michigan State
- Michigan Cities and Towns, Facts, Map, Flag, Colleges, Government, and More